# Montfort (Wisconsin)
Montfort è un villaggio degli Stati Uniti d'America, situato in Wisconsin. In totale, dal censimento del 2010, conta 718 abitanti, di cui 622 nella contea di Grant e 96 nella contea di Iowa. La parte di Montfort della contea di Iowa fa parte dell'area metropolitana di Madison, mentre la porzione della contea di Grant fa parte dell'area micropolitana di Platteville.